# مارتن بيفر
مارتن بيفر هو معلم موسيقى وعازف كمان كندي، ولد في 10 نوفمبر 1967 في وينيبيغ في كندا.

## وصلات خارجية
- مارتن بيفر على موقع ميوزك برينز (الإنجليزية)
- مارتن بيفر على موقع ديسكوغز (الإنجليزية)